# Хаити на Светском првенству у атлетици у дворани 2018.
Хаити су учествовали на 17. Светском првенству у атлетици у дворани 2018. одржаном у Бирмингему од 1. до 4. марта. Репрезентацију Хаитија на њеном тринаестом учествовању на светским првенствима у дворани представљала је 1 атлетичарка која се такмичила у трци на 60 метара препоне.,
На овом првенству такмичарка Хаитија није освојила ниједну медаљу али је остварила најбољи лични резултат сезоне.

## Учесници
Жене:
- Мулерн Жан — 60 м препоне

## Резултати

### Жене
| Атлетичарка | Дисциплина   | Лични рекорд | Квалификације | Квалификације | Полуфинале            | Полуфинале            | Финале                | Финале       | Детаљи |
| Атлетичарка | Дисциплина   | Лични рекорд | Резултат      | Место         | Резултат              | Место                 | Резултат              | Место        | Детаљи |
| ----------- | ------------ | ------------ | ------------- | ------------- | --------------------- | --------------------- | --------------------- | ------------ | ------ |
| Мулерн Жан  | 60 м препоне | 8,08         | 8,51 ЛРС      | 8. у гр. 5    | Није се квалификовала | Није се квалификовала | Није се квалификовала | 36 / 36 (37) |        |